# Alexandra Wassiljewna Rodionowa

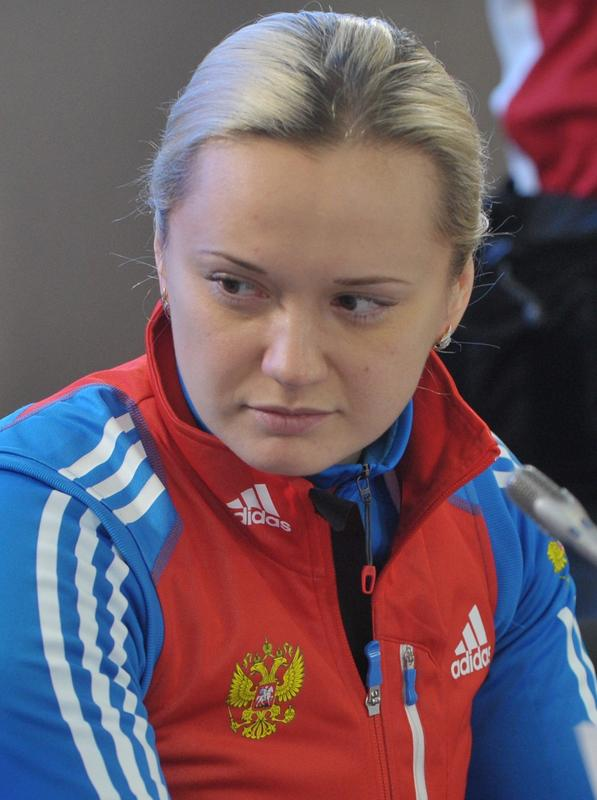
Alexandra Rodionowa 2012

Alexandra Wassiljewna Rodionowa (russisch Александра Васильевна Родионова, englisch Alexandra Rodionova; * 2. Januar 1984 in Bratsk, Russische SFSR, Sowjetunion) ist eine ehemalige russische Bobsportlerin und ehemalige Rennrodlerin.
Alexandra Rodionowa ist Studentin und lebt in Bratsk. Sie rodelte seit 2001 und gehörte seit 2003 dem russischen Nationalkader an. Seit der Saison 2002/03 startete sie im Rennrodel-Weltcup. Schon in ihrer ersten Saison wurde sie 14. des Gesamtweltcups, in der darauf folgenden Saison belegte sie den 13. Rang. Mehrfach erreichte sie Plätze unter den besten Zehn, vorderste Platzierung war ein sechster Rang 2007 in Sigulda. Bei der Europameisterschaft 2004 in Oberhof wurde Rodionowa Fünfte mit der Mannschaft, ebenso bei den Rennrodel-Weltmeisterschaften 2005 in Park City. In Einzelrennen belegt sie 2004 in Nagano und 2007 in Igls jeweils Platz 15. Bei den Olympischen Winterspielen 2006 von Turin belegte sie den 14. Platz, bei den Olympischen Winterspielen 2010 in Vancouver erreichte sie Platz 6.
2014 wechselte als Pilotin in den Bobsport. Ihr bestes Resultat im Weltcup erreichte sie in der Saison 2014/15 in Sotschi und in der Saison 2016/17 in Whistler mit einem sechsten Rang. Bei den Olympischen Spielen 2018 belegte sie den 16. Platz. Anschließend war sie nicht mehr im Weltcup aktiv.